# سيدان (فرنسا)
سيدان (بالفرنسية: Sedan 
تنطق بالفرنسية: [sədɑ̃]
) هي بلدية فرنسية تقع في إقليم الأردين في منطقة غراند إيست في شمال شرق فرنسا.

## تاريخ
كانت نواحي سيدان مسرحًا لمعركة سيدان.

## توأمة
لسيدا (فرنسا) اتفاقيات توأمة مع:
- أيسناخ

## أعلام
- بيير كارتييه
- زيفو
- جون فون كولاس
- بيير دو مولان
- جان بيار ويليم
- إدوارد ديدييه
- لوسيان فيكتور
- جين ميلين